# Dunja Detoni-Dujmić
Dunja Detoni Dujmić (Križevci, 29. rujna 1941.) hrvatska je književna povjesničarka, kritičarka, leksikografkinja i pjesnikinja.

## Životopis
Školovala se u Zagrebu gdje je 1965. godine završila studij komparativne književnosti i engleskog jezika, a 1977. godine ondje je i doktorirala. Bila je urednica u Leksikografskom zavodu Miroslav Krleža od 1979., a potom u Školskoj knjizi od 1998. do 2008. godine. Objavljuje u mnogim časopisima od 1970. godine (Forum, Kolo, Republika, Most i dr.) i u više zbornika sa znanstvenih skupova.
Članica je Društva hrvatskih književnika.

## Djela
Objavljuje književne studije, eseje i pjesme. Objavila je i monografije te knjige.
Autorica je više stotina natuknica o hrvatskim književnicima u različitim leksikonima i enciklopedijama (Hrvatski biografski leksikon, Leksikon hrvatskih pisaca, Leksikon hrvatske književnosti – Djela, Enciklopedija hrvatske književnosti, Österreichisches biographisches lexikon). Napisala je četiri monografije za ediciju Enciklopedija hrvatske književnosti Zavoda za znanost o književnosti Filozofskog fakulteta u Zagrebu. Napisala je i opsežnu književnopovijesnu studiju o hrvatskim književnicama od 1800. do 1945. Ljepša polovica književnosti (1998.).
Djela joj uključuju:
- Fran Galović, monografija, 1988.
- Dinko Šimunović, monografija, 1991.
- Tomislav Ladan, monografija, 1992.
- Hajon, zbirka pjesama, 1993.
- Zbirka listova, zbirka pjesama, 1993.
- Pripovijesti Dinka Šimunovića, studija, 1994.
- Krugovi, monografija, 1995.
- Z mojih bregov Frana Galovića, studija, 1996.
- Ljepša polovica književnosti, književnopovijesna studija, 1998.[3]
- Bluzeri, zbirka pjesama, 2006.
- Tiha invazija, zbirka pjesama, 2010.[4]
- Lijepi prostori: Hrvatske prozaistice od 1949. do 2010., književnopovijesna studija, 2011.[5]
- Bili smo istok i zapad, zbirka pjesama, 2014.[6]
- Mala noćna čitanja, književne kritike, 2017.[7]
- Svjetski dan samoće, zbirka pjesama, 2018.[8]
- Nebeski grafiti, zbirka pjesama, 2019.[9]
- Susreti u kon/tekstu, studije i eseji, 2020.[10]
- Una paloma en el supermercado, poesia escogida, 2021.[11]
- Ako sam ikada postojala, proza, 2022.

Zastupljena je u više antologija, a pjesme su joj prevedene na španjolski, engleski, njemački i bugarski.

## Nagrade
Osvojila je nagradu Tin Ujević 2011. godine za zbirku Tiha Invazija, Nagradu Zvane Črnja za knjigu eseja Lijepi prostori 2012., a za knjigu književnih kritika Mala noćna čitanja Nagradu Julije Benešić 2017. Glavna je urednica Leksikona stranih pisaca i Leksikona svjetske književnosti – Djela, osvojila je nagradu Josip Juraj Strossmayer za oba, a za Leksikon svjetske književnosti – Pisci nagradu Kiklop. Dobitnica je Povelje Visoka žuta žita za sveukupni književni opus i trajni doprinos hrvatskoj književnosti 2020.